# Echo in the Skull
Echo in the Skull é um romance de ficção científica do romancista britânico John Brunner, publicado pela primeira vez nos Estados Unidos pela Ace Books como parte do livro duplo Ace Double #D-385.[carece de fontes?] Em 1974, Brunner publicou uma versão expandida da história com o título Give Warning to the World .

## Resumo do enredo
Echo in the Skull, 1959[carece de fontes?]:
Em algum momento no final da década de 1950, Sally Ercott acorda de uma letargia embriagada em um quarto imundo de uma pensão decadente em Mamble Row, no bairro de Paddington, em Londres. Ela está desamparada e sofrendo de amnésia, e os donos da casa, Arthur e Bella Rowall, aguardam ansiosamente o dia em que ela aceitará trabalhar para eles como prostituta. Sally sai da pensão e se vê dominada por um dos pesadelos que a estavam abalando. Desatenta, ela quase é atropelada por um carro.
O motorista, Nick Jenkins, percebe sua situação e insiste em levá-la para almoçar. Depois, ele a leva para seu apartamento, onde ela pode tomar banho enquanto ele sai e compra roupas novas para ela. Quando ele retorna, Nick chama um médico, seu amigo Tom Gospell, e pede que ele vá examinar Sally. Enquanto esperam pelo Dr. Gospell, Sally e Nick discutem seus pesadelos e concluem que eles parecem memórias reais de meninas e mulheres morrendo em mundos alienígenas.
Depois que o Dr. Gospell examina Sally e não encontra nada de errado com ela, Nick sai para fazer mais compras. Ele é sequestrado por Arthur Rowall e levado para a pensão, onde Bella o mantém, enquanto Arthur volta para sequestrar Sally. Clyde West, outro morador da pensão, ajuda Nick a escapar e amarrar Bella. Com seu canivete, Nick corta o vestido de Bella e expõe uma espécie de parasita esverdeado espalhado pelas costas dela. Deixando Bella amarrada a uma cadeira, os homens correm para o apartamento de Nick para impedir Arthur de sequestrar Sally. Eles chegam tarde demais, mas o Dr. Gospell liga e Nick diz para ele encontrar Clyde e ele na pensão.
Na pensão, Nick e Clyde veem que a Sra. Ramsey, outra inquilina, libertou Bella e que um policial está anotando a queixa de Bella. Bella aponta para Nick e Clyde como os homens que a atacaram, mas antes que o policial possa reagir, o Dr. Gospell chega e assume o comando da situação, declarando que Bella está delirando e que ele irá tratá-la. Depois que o Dr. Gospell injetou novocaína no parasita, Nick pede que ele e Clyde o ajudem a invadir a sala de estar.
Lá dentro, eles encontram Sally, em uma espécie de estupor, deitada nua no sofá com Arthur ajoelhado no chão ao lado dela. O parasita nas costas de Arthur estendeu um pseudópode em direção às costas de Sally. Nick entra correndo no quarto e derruba Arthur, depois tira Sally do seu estupor e a ajuda a se vestir. Sally leva os homens até o porão, onde eles veem uma versão muito maior do parasita. Nesse momento, o inspetor Dougherty chega e exige uma explicação.
Quando eles retornam para a sala de estar, eles veem que o parasita de Arthur saiu do seu corpo e está se formando em uma esfera, deixando Arthur morto. Avisado por Sally, Dougherty enrola a esfera em seu casaco, leva-a para fora e a coloca em uma lata de lixo pouco antes de explodir. Abalado, ele retorna para a sala de estar e Sally explica.
Confiando em suas memórias adquiridas, os pesadelos que a atormentavam, Sally conta aos homens que as criaturas, chamadas Yem, são parasitas conscientes que aprenderam a impulsionar seus esporos para o espaço, onde eles viajam nos ventos de radiação das estrelas para espalhar sua espécie pela galáxia em um ato de panspermia . Agora que a Scotland Yard foi alertada sobre o perigo, toda a humanidade pode ser avisada e a tentativa dos Yem de dominar a Terra pode ser frustrada.
Give Warning to the World, 1974:
O enredo de Give Warning to the World difere daquele de Echo in the Skull nos seguintes pontos:
- 1. Arthur Rowall se torna Alfred Rowall, e Bella Rowall, além da pensão sórdida em Mamble Row, tem um apartamento no Soho, onde exerce sua profissão como prostituta especializada em sadomasoquismo.
- 2. A polícia está monitorando os Rowalls por suspeita de algo relacionado ao desaparecimento de pessoas. Em Echo in the Skull, a polícia só se envolveu no final.
- 3. Brunner apresenta um novo personagem, Richard Argyle, um médico incompetente e corrupto que tem um dos parasitas nas costas. Ele trabalha para Bella Rowall e mantém Sally drogada. A prisão de Sally na pensão é mais explícita.
- 4. Clyde West, agora um jamaicano em vez de australiano, ajuda Sally a escapar da pensão em vez de ajudar Nick a escapar de Bella quando ela está prestes a atirar nele.
- 5. Em vez de Arthur Rowall sequestrar Nick e depois voltar para sequestrar Sally, Alfred Rowall e dois cúmplices sequestram Sally quando ela e Nick retornam ao apartamento depois do jantar. Os bandidos não conseguem sequestrar Nick porque Clyde intervém, preparando assim o ato final quando Nick, Clyde e Tom Gospell invadem a pensão.
- 6. A explosão do Yem frustrado destrói toda a pensão, não apenas uma lata de lixo.

## Avaliações
O livro foi resenhado por
- Frederik Pohl em If (março de 1960).[2]
- P. Schuyler Miller em Astounding/Analog Science Fact & Fiction (junho de 1960).[2]
- Lynn Holdom na Science Fiction Review (fevereiro de 1975).[2]
- Uwe Anton (Alemanha) no Science Fiction Times (outubro de 1983).[2]